# Референдум о независимости Иракского Курдистана (2017)

Этнорелигиозная карта Ирака
Арабы-сунниты
Арабы-шииты
Курды-мусульмане
Ассирийцы
Курды-езиды
Туркмены

Референдум о независимости Иракского Курдистана — проводился 25 сентября 2017 года на территориях, входящих в автономию Иракский Курдистан, а также некоторых других контролируемых Эрбилем регионах, в частности, в нефтеносной провинции Киркук. 
Первоначально планировалось провести его в 2014 году, но на фоне противоречий между Региональным правительством Курдистана (КРГ) и федеральным правительством Ирака его отложили (в 2014 году провели неофициальный референдум-опрос). Новыми импульсами курдов в пользу независимости послужило вторжение ИГ в северный Ирак, солдаты ВС Ирака покинули некоторые районы, которые затем были заняты пешмергой и фактически контролируются курдскими силами.
В период с 2014—2017 гг. референдум несколько раз был анонсирован и также несколько раз отложен, поскольку курдские силы сотрудничали с иракским центральным правительством в освобождении Мосула. 7 июня 2017 года президент Иракского Курдистана Масуд Барзани провел встречу с представителями Демократической партии Курдистана (ДПК), Патриотического союза Курдистана (ПСК), Исламского союза Курдистана (КИУ), Исламского движения Курдистана (КИМ), Коммунистической партии Курдистана, Партии трудящихся Курдистана, Партии трудящихся и рабочих Курдистана, Партии развития и реформ Курдистана, Туркменского списка Эрбиля, Иракского туркменского фронта, Партии развития Туркменистана, Армянского списка в парламенте Курдистана, Ассирийского демократического движения и Ассирийско-Халдейского народного совета, где референдум о независимости был подтвержден и назначен на 25 сентября 2017 года.

## Предыстория
В январе 2014 года центральное правительство Малики начало удерживать финансирование Регионального правительства Курдистана, КРГ начали искать альтернативные источники финансирования и начали пытаться экспортировать нефть по северному трубопроводу в Турцию, но правительство Ирака начало давить на страны-импортёры нефти. Курды обвинили политику Малики как губительную для страны и ведущую к её расколу.
После атаки ИГИЛ в западном и северном Ираке правительственные войска оставили позиции. Пешмерга вмешался в этот вакуум, взяв под свой контроль город Киркук и ряд населённых пунктов в северной части страны.
Правительство Нури аль-Малики широко обвинялось в провале сил безопасности в Мосуле и др., также нарастало недовольство суннитского арабского населения центральным правительством, широкое распространение получили международные и внутренние призывы о назначении нового премьер-министра. 1 июля президент Курдистана Масуд Барзани объявил о своем намерении провести референдум о независимости в 2014 году на том основании, что страна была «фактически разделена».
В сентябре 2014 года, после того, как Малики был заменен премьер-министром Хайдером аль-Абади, курдские лидеры согласились отложить референдум, в сосредоточившись на борьбе с ИГИЛ.
3 февраля 2016 года Rudaw.net сообщил, что иракский курдский лидер Масуд Барзани заявил законодателям КРГ, что ориентировочная дата проведения референдума намечена на осень 2016 года. Однако в конце октября премьер-министр Ирака Курдистан Нечерван Барзани подтвердил, что референдума не будет до тех пор, пока Мосул не будет освобожден.
В начале апреля 2017 года, когда освобождение Мосула стало реальностью, правящие политические партии Иракского Курдистана — ДПК и ПСК — объявили о том, что референдум состоится в текущем году.
7 июня 2017 года президент Курдистана Масуд Барзани объявил, что референдум состоится 25 сентября 2017 года.

### Неофициальный референдум 2005 года
В январе 2005 года, наряду с иракскими парламентскими выборами и иракскими выборами в Курдистане в 2005 году, был произведен неофициальный референдум с вопросом к народу иракского Курдистана о том, предпочитают ли они оставаться частью Ирака или получить независимость.
Результатом было подавляющее большинство — из 98,8 % в пользу независимого Курдистана. 22 декабря 2004 года беспартийная делегация во главе с президентом Курдского общества американского образования Ардиширом Рашиди-Калхуром встретилась с главой Отдела по оказанию помощи в проведении выборов и сотрудниками ООН г-жи Карины Пирелли в штаб-квартире организации в Нью-Йорке, чтобы передать 1 732 535 подписей, которые были собраны, одобрив призыв к проведению референдума о независимости Южного Курдистана.
| Область    | ДА        | %       | НЕТ    | %      | Всего     |
| ---------- | --------- | ------- | ------ | ------ | --------- |
| Киркук     | 131 274   | 99,88   | 181    | 0,12   | 131 582   |
| Ниневия    | 165 780   | 99,93   | 111    | 0,07   | 165 891   |
| Дияла      | 35 786    | 98,28   | 627    | 1,72   | 36 413    |
| Сулеймания | 650 000   | 99,12   | 5796   | 0,88   | 656 496   |
| Эрбиль     | 622 409   | 98,23   | 11 289 | 1,77   | 636 898   |
| Дохук      | 368 163   | 99,39   | 2247   | 0,61   | 370 781   |
| ВСЕГО      | 1 973 412 | 98,88 % | 20 251 | 1,12 % | 1 998 061 |

## Ход референдума
25 сентября 2017 года в Иракском Курдистане прошёл второй референдум о независимости от центрального правительства в Багдаде. Вопрос был сформулирован следующим образом: «Хотите ли вы, чтобы Курдистанский регион и курдские земли за пределами региона стали независимым государством?».
Багдадские официальные лица, а также правительства Ирана и Турции довольно нервно отреагировали на проведение референдума. Центральное правительство Ирака объявило о закрытии обоих международных аэропортов в автономии — в Эрбиле и Сулеймании. Оба сопредельных государства, имеющих большой процент курдского населения в приграничных областях, также закрыли своё воздушное пространство для полётов в направлении Иракского Курдистана — таким образом автономия оказалась в полной блокаде. Турция кроме того направила войска и танки в приграничные районы. Другие страны также с настороженностью отнеслись к одностороннему проведению референдума, заявив о несвоевременности этого действия на фоне продолжающейся войны в регионе. Также было отмечено о необходимости сотрудничества с Багдадом в этом вопросе. В США заявили, что несмотря на устремления курдского населения поддерживают единый Ирак, подобную позицию высказали представители Китая и Великобритании и ряда других стран. 

## Итоги референдума
Согласно объявленным 27 сентября итогам референдума, 72 % из 8,4 млн. избирателей, имевших право принять участие в голосовании, воспользовались им. Из них 92,73 % проголосовали в пользу независимости Курдистана.

## Последствия
Иракское правительство 27 сентября объявило о непризнании итогов референдума. Более того, оно назвало необходимой предпосылкой для начала любых переговоров с Курдистаном его денонсацию. В тот же день парламент Ирака проголосовал за предоставление премьер-министру Аль-Абади необходимых полномочий для мирного либо силового освобождения контролируемых курдами районов, не входящих в состав автономии. Прежде всего речь идёт о богатом нефтью Киркуке, оставленным иракскими войсками боевикам Исламского государства в 2014 году и позднее освобождённым курдскими военными формированиями.
По состоянию на вечер 27 сентября, ни одно государство мира не признало независимость Курдистана.
2 октября парламент Ирака принял резолюцию, которая обязывает министерства и госучреждения страны временно прекратить все финансовые операции с курдским регионом.
7 октября Багдад начал блокаду Иракского Курдистана, запретив финансовые операции и международное авиасообщение с регионом. К санкциям также готовы подключиться Иран и Турция.
16 октября 2017 года взят Киркук и окружающая территория, нефтяные поля иракской армией и шиитским ополчением. Часть курдов сдали фронт по договорённости, опубликован текст соглашения.